# Болгарія на зимових Олімпійських іграх 1956
Болгарія брала участь у зимових Олімпійських іграх 1956 складом з 7 спортсменів у 2 видах спорту.